# Безплатен софтуер
 За свободен за модифициране софтуер вижте свободен софтуер.  
Безплатен софтуер (на английски: freeware software) е компютърен софтуер, чието лицензно споразумение позволява безплатна употреба, т.е. не изисква от потребителя да заплаща на носителя на авторските права. Безплатният софтуер може да бъде и частен. Авторът обикновено ограничава едно или повече права като копирането, разпространението или създаването на производни, вторични разработки на базата на неговия софтуер. Безплатният софтуер не бива да се бърка със свободен софтуер, за който е характерно предоставянето на свобода за ползване, проучване, променяне и разпространяване на промените.